# 李瑜 (1939年)
李瑜（1939年—），原籍安徽巢县，生于重庆，中国当代诗人。

## 生平
1939年生于重庆，1964年从武汉志愿迁徙新疆，时任《乌鲁木齐晚报》副总编辑，乌鲁木齐市中国文学艺术界联合会副主席、作家协会新疆分会主席、中国作家协会会员。新边塞诗派代表人物之一。

## 作品
李瑜著有《准葛尔诗草》、《啊，伊犁河水漂白了我的军衣》、《战争与城》、《为了爱情，巴格达不嫌远》、《汗血马》、《黑罂粟》等诗歌集，同时写有《小巷系列》等小说作品集。